# Calgary Drillers
I Calgary Drillers furono una franchigia di pallacanestro della ABA 2000, con sede a Calgary.
Creati nell'autunno del 2004, disputarono la stagione 2004-05 sospendendo le operazioni nel febbraio del 2005 per problemi finanziari.

## Stagioni
| Stagione | Lega     | Denominazione    | V | P  | %    | Piazzamento | Play-off |
| -------- | -------- | ---------------- | - | -- | ---- | ----------- | -------- |
| 2004-05  | ABA 2000 | Calgary Drillers | 5 | 10 | 33,3 | 9º          | -        |